# ایمت (آیداهو)
ایمت (به انگلیسی: Emmett) شهری در شهرستان جم ایالت آیداهو است که جمعیت آن در سرشماری سال ۲۰۱۰ میلادی ۶٬۵۵۷ نفر بوده است.

## نگارخانه

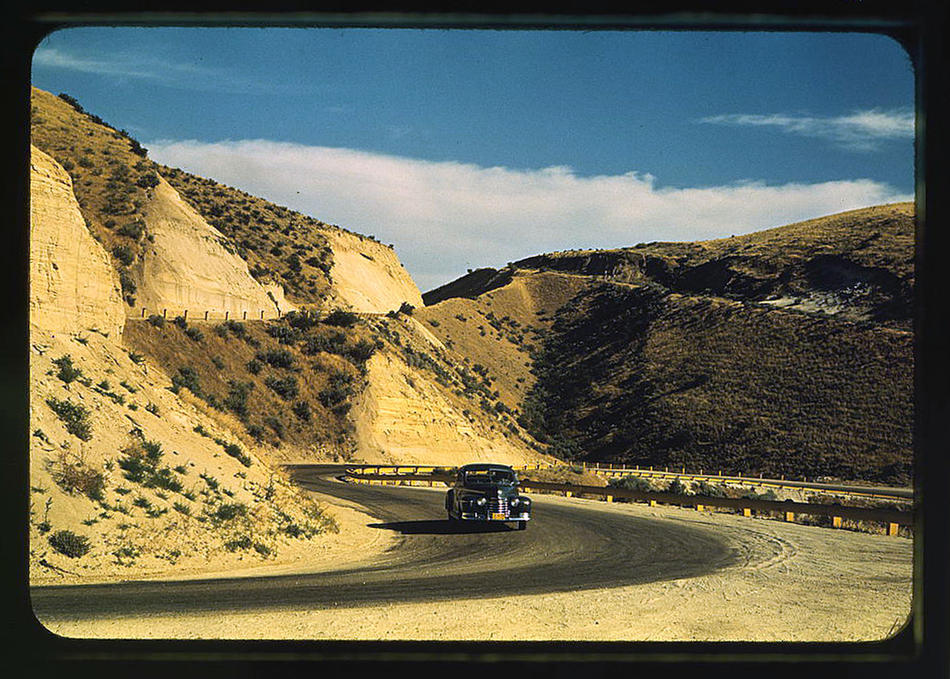
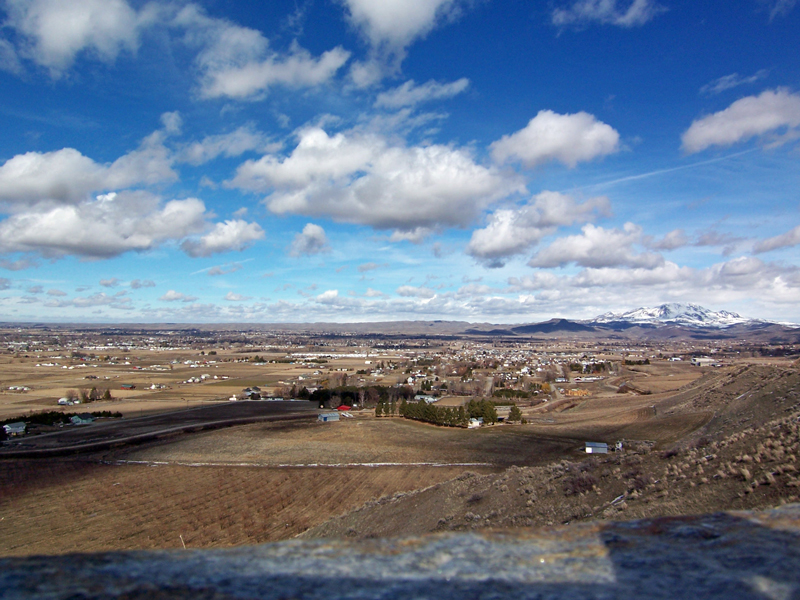